# Сымен (горный хребет)
Сымен (амх. ሰሜን ተራራ) — горный хребет в северной части Эфиопского нагорья к северо-востоку от Гондэра.
Название местности на амхарском языке означает «север».
Высшая точка — гора Рас-Дашен вулканического происхождения. Её высота над уровнем моря по разным источникам оценивается от 4533 м до 4620 м. Это высочайшая точка всей Эфиопии и четвёртая в Африке. Из-за высотности, Сыменские горы — одно из немногих мест в Африке, где снег выпадает регулярно.
Сымен состоит из плато, разделенными долинами и с возвышающимися вершинами. Сходное геологическое строение в Африке у Драконовых гор на юге континента.
Часть территории площадью 22,5 тыс. га в 1969 году была отведена под национальный парк Горы Сымен, являющийся сегодня объектом Всемирного наследия ЮНЕСКО.

## Галерея

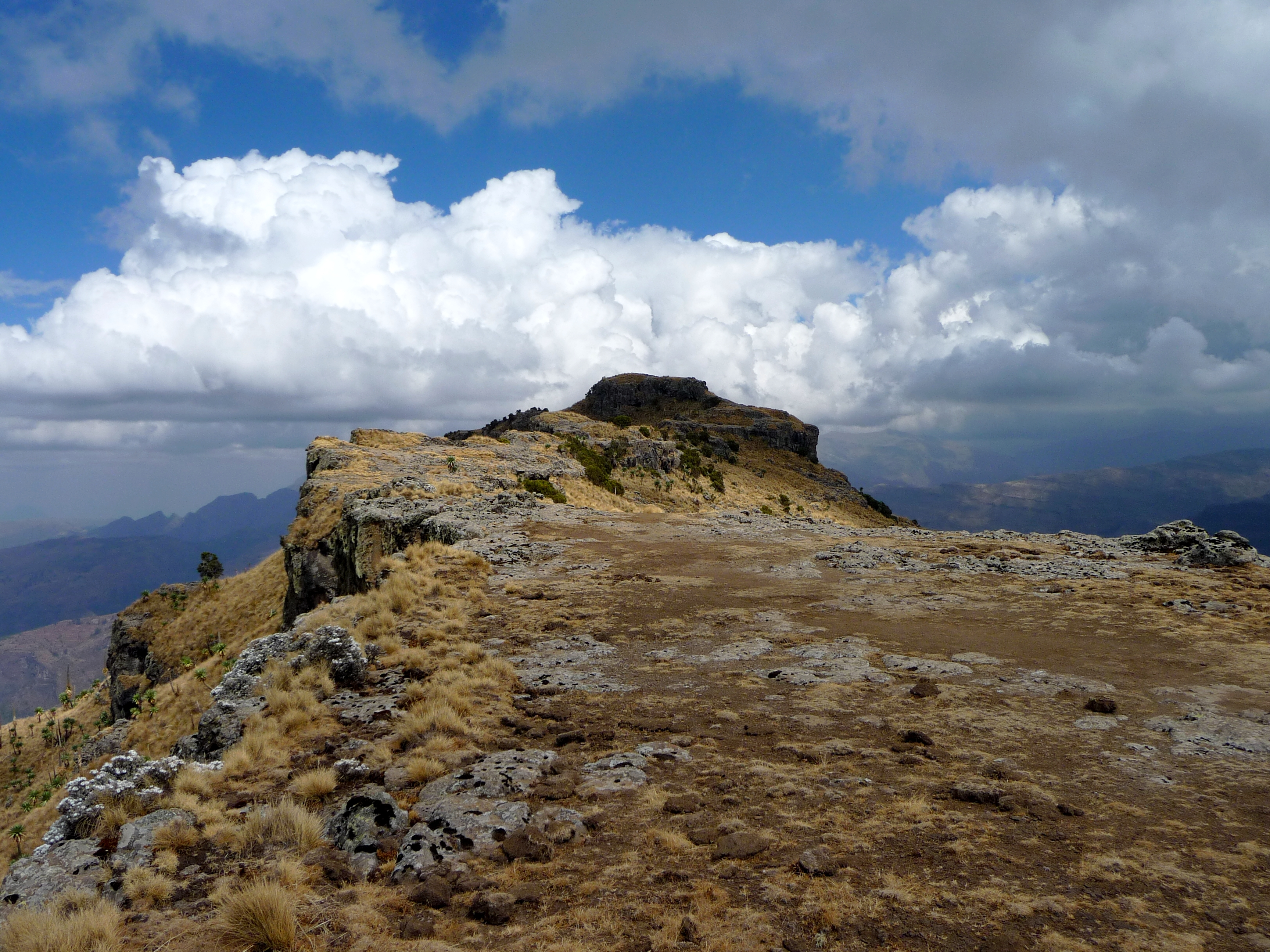
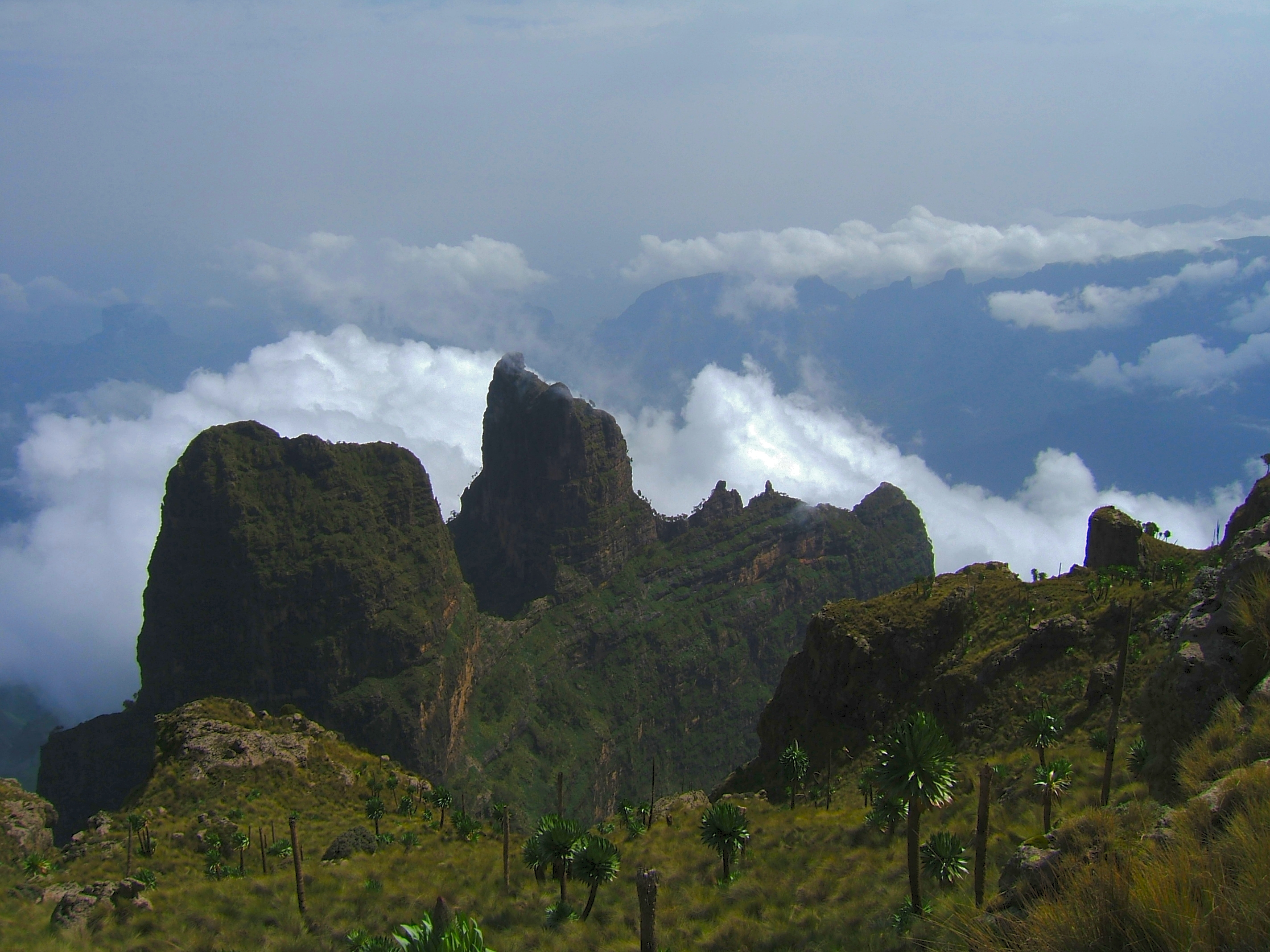
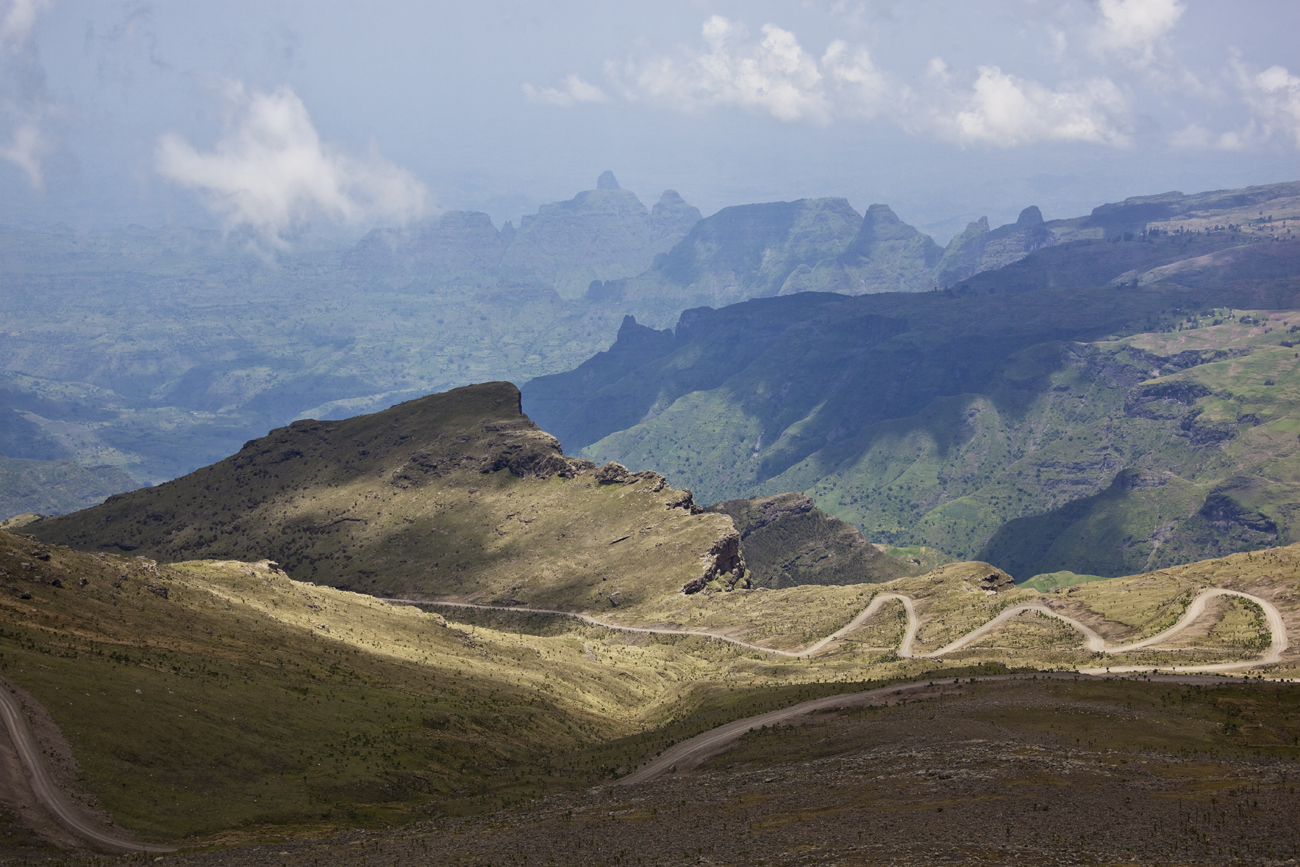
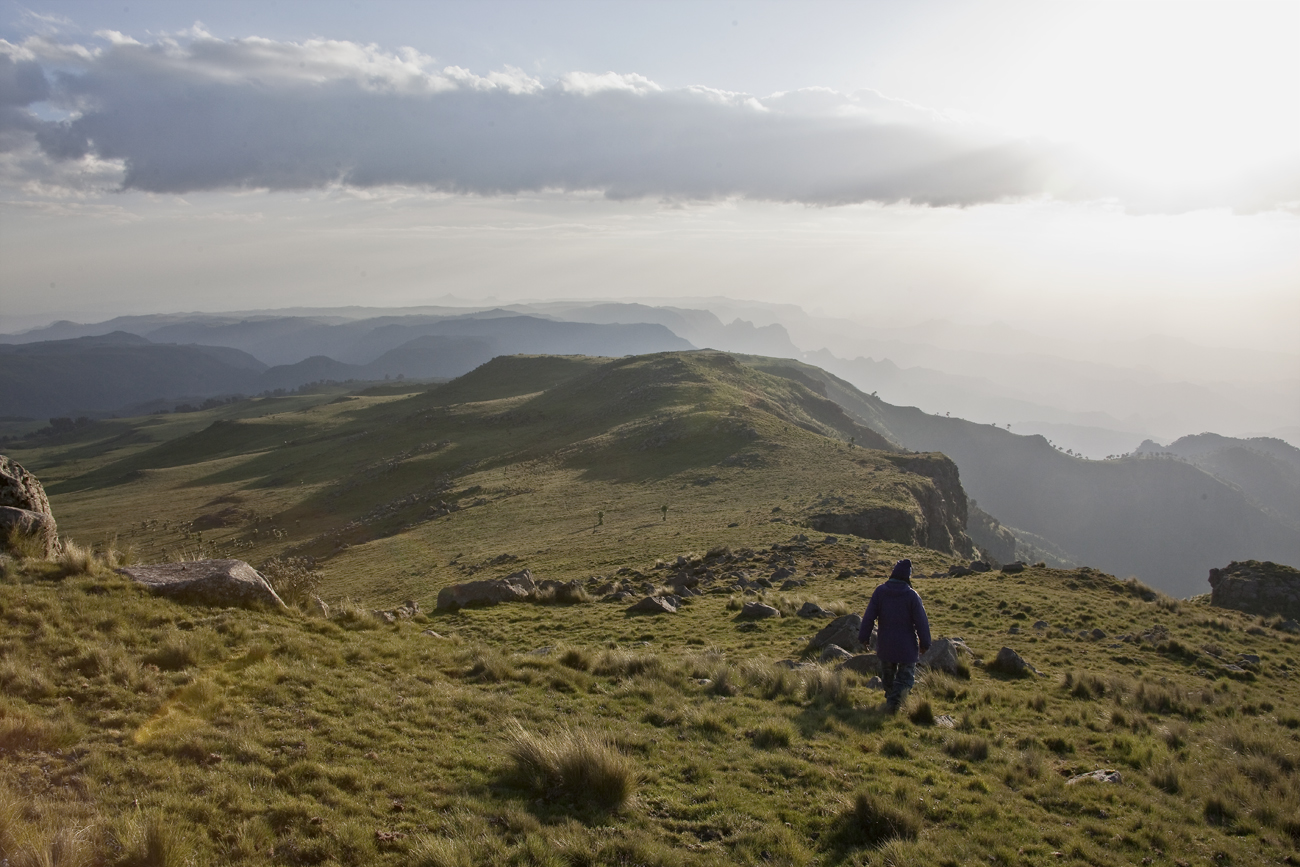